# Llibreria especialitzada en còmics

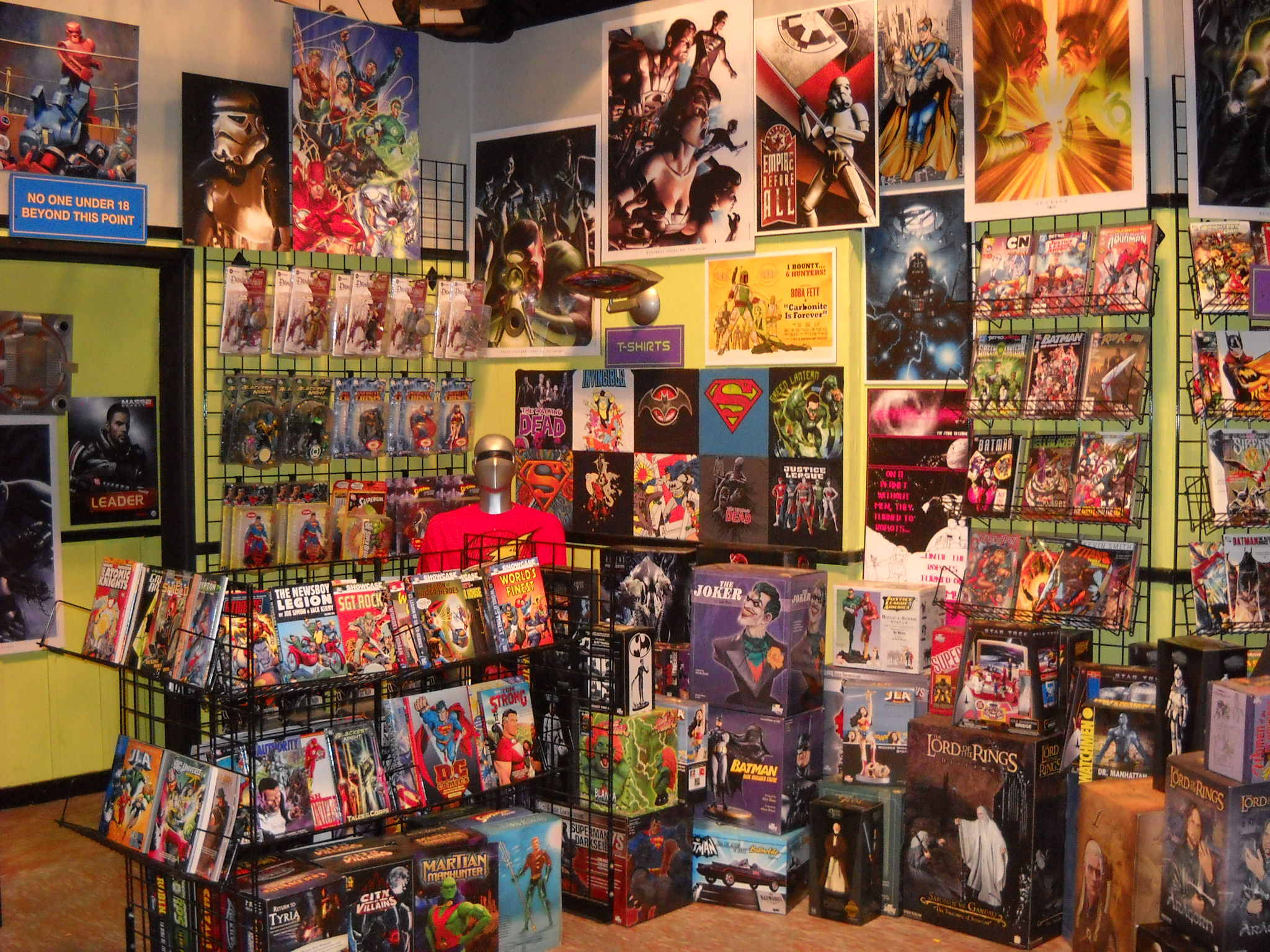
El decorat de la botiga especialitzada de The Big Bang Theory de Warner Bros. Studios, Burbank.

Una llibreria o botiga de còmics és una llibreria especialitzada en la venda de còmics i productes relacionats. Es poden tractar de llibres nous, però també llibres de segona mà o còmics antics de gran valor, els anomenats articles de col·lecció.

## Característiques
Aquestes llibreries especialitzades presenten una sèrie de característiques que les distingeixen de les llibreries generalistes:
- Té més varietat d'historietes que una llibreria generalista, a causa del seu caràcter especialitzat.[1]
- Solen ordenar el seu material per editorials o col·leccions, en comptes de per gèneres.[2]
- Complementen els seus ingressos amb la venda de merxandatge, especialment figuretes i objectes basats generalment en personatges de còmics.[3]
- No és rar que organitzin activitats paral·leles, com a partides de Magic.[4]
- Serveixen de punt de trobada entre autors de còmic, tant professionals com amateurs, i els lectors. Propicien així l'intercanvi d'opinions i el sorgiment d'associacions.[5] Complementen d'aquesta forma, però al llarg de tot l'any, la tasca que puntualment realitzen els esdeveniments del món del còmic.[6]

## Evolució
Dues de les primeres llibreries especialitzades del món van aparèixer a la fi dels anys seixanta: l'holandesa Lambiek, fundada per Kees Kousemaker el 1968, i la londinenca Dark They Were, and Golden-Eyed (1969).
Durant els anys 70, moltes llibreries especialitzades van començar a proliferar als Estats Units amb el desenvolupament del mercat de venda directa. El 1978, es va crear a Londres Forbidden Planet, que arribaria a ser tota una cadena. El 1980, es va inaugurar That's Entertainment a Worcester (Massachusetts)
A Espanya, Mariano Ayuso va fundar en 1979 Totem (després, Camelot) una de les primeres del país. En ple boom del còmic adult espanyol, van aparèixer multitud de llibreries especialitzades, entre les quals destaquen Continuarà (1980), Antifaz Cómic (1982) i Norma Cómics (1983) a Barcelona, Futurama (1981) a València i Metal Hurlant (1983) i Madrid Comics (1984), ambdues dirigides per Mario Ayuso, a Madrid. També comencen a instal·lar-se en l'Argentina, aprofitant la convertibilitat econòmica.
Als anys 90, es va produir la crisi del sector i es va començar a recórrer a el màrqueting per intentar aixecar les vendes. Malgrat tot, van sorgir noves i importants llibreries com Akira Cómics (1993) a Madrid, Joker (1994) a Bilbao i Midtown Comics (1997) a Nova York. Per la seva banda, Norma Comics va començar a implantar un xarxa de tendes franquiciades per tot Espanya.
Al nou segle, llibreries com Totem (Lugo, 2000), A Gata Tola (Santiago de Compostel·la, 2000) o Espacio Sins Entido (Madrid, 2005) i grans superfícies com l'FNAC de Callao intenten atreure a nous lectors, organitzant activitats. El Saló del Còmic de Barcelona va instituir el 2008 una categoria per a reconèixer la millor llibreria especialitzada del país, el premi del qual era un estand gratuït al Saló l'any següent. D'altra banda, la progressiva constitució d'un mercat de venda digital, obliga a les llibreries a buscar nous mercats que poden estar orientats encara més cap al col·leccionisme de còmics i a la venda d'originals.